# Migrant Offshore Aid Station
Migrant Offshore Aid Station, vaak afgekort tot MOAS, is een niet-gouvernementele hulporganisatie in Malta. Van 2014 tot en met 2017 hield de organisatie zich hoofdzakelijk bezig met het opsporen en redden van bootvluchtelingen in de Middellandse Zee.

## Geschiedenis
Aan de basis van de organisatie lag een project van het echtpaar Catrambone. Christopher Catrambone, geboren in New Orleans, was zelf slachtoffer geworden van orkaan Katrina waarbij hij al zijn bezittingen verloor, waarna hij een eigen bedrijf genaamd Tangiers Group oprichtte dat zich toelegde op hulpverlening in risicogebieden. In 2008 verhuisde hij naar Malta. In 2013 was hij samen met zijn Italiaanse vrouw Regina tijdens een boottocht rechtstreeks getuige van  het drama bij Lampedusa waarbij honderden vluchtelingen tegelijk op zee omkwamen. Ze besloten hierop dit soort grootschalige humanitaire rampen zoveel mogelijk te helpen voorkomen. Met de tot reddingsschip omgebouwde Phoenix uit 1973 (oorspronkelijk een trawler) redden ze vanaf 2014 vele duizenden bootvluchtelingen.
MOAB werd op 15 april 2014 officieel geregistreerd als vrijwilligersorganisatie volgens hoofdstuk 492 van de Maltese wet.

## Onderscheidingen
In oktober 2015 kreeg MOAS de Italiaanse Orde van Verdienste uitgereikt. In december van dat jaar kreeg MOAS ook de Midalja għall-Qadi tar-Repubblika, een belangrijke Maltese onderscheiding. In maart 2016 kreeg MOAS de Geuzenpenning toegekend.

## In opspraak
In april 2017 werden diverse niet-gouvernementele organisaties die actief waren in de Middellandse Zee, waaronder ook MOAS, ervan beschuldigd onder één hoedje te spelen met mensensmokkelaars uit Libië. Zo zouden ze smokkelaars heimelijk op zee de weg wijzen. Ook zouden mensensmokkelaars soms mensen rechtstreeks overzetten op boten van ngo's. Begin september 2017 besloot MOAS vanwege de gerezen discussies alle activiteiten in het Middellandse Zeegebied op te schorten. In plaats daarvan voer De Phoenix richting de Golf van Bengalen, om daar tienduizenden vanwege het opgelaaide geweld in Myanmar gevluchte Rohinya te hulp te schieten.